# 절삭공구
절삭 공구(切削工具)는 공작기계에 붙여서 금속을 자르거나 깎는 데 쓰는 공구이다.
일반적으로 전단 변형을 통해 연마 도구뿐만 아니라 가공 도구를 사용하여 공작물에서 자재를 절단, 성형 및 제거하는 데 사용되는 경화 금속 도구이다. 이러한 도구의 대부분은 금속 전용으로 설계되었다.
선삭 공정의 특정 부분을 수행하여 완성된 가공 부품을 만들기 위해 특정 모양으로 연마되는 다양한 경화 금속 합금으로 만들어진 여러 가지 유형의 단일 모서리 절삭 공구가 있다. 외날 절삭 공구는 주로 선반에 의해 수행되는 선삭 작업에 사용되며 선삭되는 자재의 크기와 유형에 따라 크기와 합금 구성이 다양하다. 이러한 절단 도구는 자재를 원하는 모양으로 절단하기 위해 도구를 조작하는 도구 기둥으로 알려진 것에 고정되어 있다. 단일 에지(single-edge) 절삭 공구는 하나의 절삭 에지로 자재를 제거하는 성형 기계 및 평면 기계에 의해 수행되는 자재 절삭 수단이기도 하다.